# متلازمة المبنى المريض
متلازمة المبنى المريض أو متلازمة البناء المرضي أو متلازمة المباني المريضة أو متلازمة المكتب (بالإنجليزية: Sick Building Syndrome) وتعرف اختصارًا SBS، هي حالة تظهر فيها أعراض مرضية أو تحدث إصابة بأمراض مزمنة لدى الأشخاص نتيجة تواجدهم في مبنى يعملون أو يقيمون فيه. تُعرف هذه الحالة أيضًا في الأدبيات العلمية باسم المرض المرتبط بالمباني أو الأعراض المرتبطة بالمباني أو عدم التحمل البيئي مجهول السبب.
العَرض الرئيسي المميز لهذه المتلازمة هو زيادة معدل الشكاوى من أعراض مثل الصداع، وتهيج العينين أو الأنف أو الحلق، والإرهاق، والدوار، والغثيان. وقد عرّف "قاموس أوكسفورد الإنجليزي" في إصداره لعام 1989 متلازمة المبنى المريض بهذه الطريقة. وفي عام 1984، أصدرت منظمة الصحة العالمية مرجعًا موسعًا من 484 صفحة حول جودة الهواء الداخلي، حيث أُرجعت متلازمة المبنى المريض حينها فقط إلى أسباب غير عضوية، وأشارت إلى أن هذا المرجع قد يشكل أساسًا للتشريعات أو الدعاوى القانونية.
قد تكون حالات تفشي الأعراض ناتجة أو غير ناتجة بشكل مباشر عن عدم كفاية أو عدم ملاءمة عمليات التنظيف. كما استُخدم مصطلح متلازمة المبنى المريض أيضًا لوصف مخاوف العاملين في المباني التي شُيّدت بعد الحروب، والتي تعاني من عيوب في الديناميكا الهوائية للمبنى، أو في المواد الإنشائية، أو عمليات البناء، أو الصيانة.
تزداد حدة بعض الأعراض غالبًا مع زيادة مدة بقاء الأشخاص داخل المبنى، وغالبًا ما تتحسن الأعراض أو حتى تختفي عند مغادرة المبنى. يُستخدم مصطلح متلازمة المبنى المريض أحيانًا بالتبادل مع "الأعراض المرتبطة بالمباني"، وهو توجه يركّز على أعراض المرضى بدلاً من وصف المبنى نفسه بأنه "مريض".
جرت محاولات لربط متلازمة المبنى المريض بعدة أسباب، مثل الملوثات الناتجة عن انبعاثات بعض مواد البناء، والمركبات العضوية المتطايرة، وسوء تهوية العوادم التي تحتوي على الأوزون (الناتج عن تشغيل بعض أجهزة المكاتب)، والمواد الكيميائية الصناعية الخفيفة المستخدمة داخل المبنى، إضافة إلى قلة التهوية بالهواء النقي أو ضعف ترشيح الهواء. كما نُسبت متلازمة المبنى المريض أيضًا إلى أنظمة التدفئة والتهوية وتكييف الهواء، إلا أن نتائج الدراسات حول هذا الارتباط لا تزال متضاربة.

## العلامات والأعراض
يؤدي تعرض الإنسان للهباء الجوي إلى مجموعة متنوعة من التأثيرات الصحية الضارة. غالبًا ما يشتكي شاغلو المباني من أعراض مثل التهيج الحسي للعينين أو الأنف أو الحلق؛ ومشكلات صحية عصبية سُمّية أو عامة؛ وتهيج الجلد؛ وتفاعلات فرط التحسس غير النوعية؛ والأمراض المعدية؛ بالإضافة إلى الإحساس بالروائح أو المذاق. كما أن الإضاءة الضعيفة قد تسببت في الشعور العام بالتوعك.
وقد ارتبط التهاب الحويصلات الرئوية التحسسي الخارجي بوجود الفطريات والبكتيريا في الهواء الرطب داخل المنازل السكنية والمكاتب التجارية. كما ربطت دراسة أُجريت في عام 2017 بين عدة أمراض التهابية في الجهاز التنفسي وأدلة موضوعية على أضرار ناجمة عن الرطوبة في المنازل.
صنّفت منظمة الصحة العالمية الأعراض المبلغ عنها ضمن فئات واسعة، تشمل: تهيج الأغشية المخاطية (تهيج العينين والأنف والحلق)، والتأثيرات العصبية السمية (كالصداع، والإرهاق، والانفعال)، وأعراض الربو أو الأعراض المشابهة للربو (ضيق الصدر والأزيز)، وجفاف الجلد وتهيجه، والشكاوى الهضمية.
قد يبلغ العديد من الشاغلين المرضى عن أعراض فردية تبدو غير مترابطة. ويكمن مفتاح الاكتشاف في زيادة معدل حدوث الأمراض بشكل عام مع بدء الأعراض أو تفاقمها خلال فترة زمنية قصيرة، عادةً أسابيع. وفي معظم الحالات، تختفي أعراض متلازمة المباني المريضة بسرعة بعد مغادرة الشاغلين للغرفة أو المنطقة المعنية. ومع ذلك، قد تستمر بعض التأثيرات الناتجة عن السموم العصبية المختلفة، والتي قد لا تزول بمجرد مغادرة الشاغل للمبنى. وفي بعض الحالات، خاصة لدى الأشخاص الحساسين، قد تظهر آثار صحية طويلة الأمد.

## الأسباب
أقرت الجمعية الأمريكية لمهندسي التدفئة والتبريد وتكييف الهواء بأن الهواء الحضري الملوث والذي يُصنف ضمن تصنيفات جودة الهواء لوكالة حماية البيئة الأمريكية على أنه غير مقبول، يتطلب تركيب معالجة مثل الترشيح، حيث غالبًا ما يستخدم مهندسو أنظمة التدفئة والتهوية وتكييف الهواء مرشحات مشبعة بالكربون أو ما يشابهها. تؤثر السموم المختلفة على جسم الإنسان بطرق متنوعة؛ فبعض الأشخاص أكثر تحسسًا للعفن، بينما يكون آخرون شديدي الحساسية للغبار. كما أن التهوية غير الكافية قد تضخم المشاكل الصغيرة (مثل تدهور عزل الألياف الزجاجية أو أبخرة الطهي) لتصبح مشكلة خطيرة في جودة الهواء الداخلي.
يمكن أن تُحتجز المنتجات الشائعة مثل الطلاء، والعزل، والرغوة الصلبة، وألواح الخشب المضغوط، والخشب الرقائقي، وبطانات مجاري الهواء، وأبخرة العادم، وغيرها من الملوثات الكيميائية من مصادر داخلية أو خارجية، بالإضافة إلى الملوثات البيولوجية، داخل المبنى بواسطة نظام التدفئة والتهوية وتكييف الهواء. ومع إعادة تدوير هذا الهواء باستخدام ملفات المراوح، ينخفض معدل الأكسجة الكلي ويصبح ضارًا. وعندما تتزامن هذه المشكلة مع عوامل إجهاد أخرى مثل ضوضاء المرور وضعف الإضاءة، قد يمرض سكان المباني في المناطق الحضرية الملوثة بسرعة نتيجة إرهاق جهازهم المناعي.
تُستخدم بعض المركبات العضوية المتطايرة، والتي تُعد ملوثات كيميائية سامة للإنسان، كمواد لاصقة في العديد من منتجات البناء الشائعة. يمكن أن تتسبب هذه الحلقات الكربونية العطرية/المركبات العضوية المتطايرة في آثار صحية حادة ومزمنة لسكان المبنى، بما في ذلك السرطان، والشلل، وفشل الرئة، وغيرها. كما أن الأبواغ البكتيرية، وأبواغ الفطريات، وأبواغ العفن، وحبوب اللقاح، والفيروسات، جميعها أنواع من الملوثات البيولوجية ويمكن أن تسبب تفاعلات تحسسية أو أمراضًا توصف بأنها متلازمة المباني المريضة. بالإضافة إلى ذلك، يمكن أن تدخل الملوثات الخارجية مثل عوادم المركبات إلى المباني، فتزيد من سوء جودة الهواء الداخلي وترفع تركيز أول أكسيد الكربون وثاني أكسيد الكربون في الداخل. وقد ارتبطت أعراض متلازمة المباني المريضة لدى البالغين بتاريخ من التهاب الأنف التحسسي، والأكزيما، والربو.
وجدت دراسة أُجريت عام 2015 حول العلاقة بين متلازمة المباني المريضة والملوثات الداخلية في مباني المكاتب في إيران أنه مع زيادة تركيز ثاني أكسيد الكربون في المبنى، ارتفعت أيضًا معدلات الغثيان، والصداع، وتهيج الأنف، وضيق التنفس، وجفاف الحلق. كما ارتبطت بعض ظروف العمل بأعراض محددة: فمثلاً، كانت الإضاءة الأقوى مرتبطة بشكل ملحوظ بجفاف الجلد، وألم العينين، والشعور بالتوعك. وارتبطت درجات الحرارة الأعلى بالعطاس، واحمرار الجلد، وحكة العينين، والصداع؛ بينما ارتبط انخفاض الرطوبة النسبية بالعطاس، واحمرار الجلد، وألم العينين.
في عام 1973، استجابةً لأزمة النفط واهتمامات الترشيد، خفضت معايير التهوية رقم 62-73 و62-81 متطلبات التهوية من 10 أقدام مكعبة في الدقيقة (4.7 لتر/ثانية) للفرد إلى 5 أقدام مكعبة في الدقيقة (2.4 لتر/ثانية) للفرد، لكن تبين أن ذلك ساهم في حدوث متلازمة المباني المريضة. ووفقًا لمراجعة معايير التهوية لعام 2016، تنص معايير الجمعية الأمريكية لمهندسي التدفئة والتبريد وتكييف الهواء على توفير تهوية بمعدل 5 إلى 10 أقدام مكعبة في الدقيقة لكل شخص (اعتمادًا على نوع الإشغال)، بالإضافة إلى تهوية إضافية بناءً على مساحة المنطقة المخصصة للتنفس.

## الوقاية
- تقليل مدة البقاء داخل المبنى.
- في حال السكن في المبنى، يُنصح بالانتقال إلى مكان جديد إذا استمرت الأعراض.
- إصلاح أي طلاء متدهور أو تدهور في الخرسانة.
- إجراء فحوصات دورية للكشف عن وجود العفن أو السموم الأخرى.
- الصيانة الدورية والملائمة لجميع الأنظمة الميكانيكية في المبنى.
- استخدام النباتات الممتصة للسموم، مثل نبات الذلب (Sansevieria).[15]
- تنظيف أسطح الأسقف (الشينغل) بدون ضغط لإزالة الطحالب والعفن ونوع Gloeocapsa magma.
- استخدام الأوزون لإزالة العديد من مصادر التلوث، مثل المركبات العضوية المتطايرة (VOCs)، العفن، الفطريات، البكتيريا، الفيروسات، وحتى الروائح. مع ذلك، أظهرت العديد من الدراسات أن معالجة الصدمة بتركيزات عالية من الأوزون غير فعالة رغم انتشارها تجارياً واعتقاد البعض بفعاليتها.
- استبدال بلاطات الأسقف والسجاد المتضررة بالماء.
- استخدام الدهانات والمواد اللاصقة والمذيبات والمبيدات في أماكن جيدة التهوية فقط، أو استخدامها خلال فترات عدم وجود الأشخاص في المبنى.
- زيادة عدد مرات تبديل الهواء في الساعة؛ حيث توصي الجمعية الأمريكية لمهندسي التدفئة والتبريد وتكييف الهواء بحد أدنى 8.4 تبديل هواء خلال 24 ساعة.
- زيادة معدلات التهوية لتتجاوز الحد الأدنى من الإرشادات الموصى بها.
- الصيانة الصحيحة والمتكررة لأنظمة التدفئة والتهوية وتكييف الهواء (HVAC).
- استخدام الأشعة فوق البنفسجية من النوع C (UV-C) في غرفة خلط الهواء في نظام التكييف.
- تركيب أنظمة أو أجهزة تنقية الهواء في أنظمة التدفئة والتهوية والتكييف لإزالة المركبات العضوية المتطايرة والروائح البشرية.
- استخدام أنظمة شفط مركزي تزيل جميع الجسيمات من المنزل، بما في ذلك الجزيئات فائقة الدقة (UFPs) التي يقل قطرها عن 0.1 ميكرومتر.
- التنظيف المنتظم بالمكنسة الكهربائية المزودة بفلتر HEPA لجمع واحتجاز 99.97% من الجسيمات حتى حجم 0.3 ميكرومتر.
- تعريض الفراش لأشعة الشمس، حيث أظهرت دراسة في منطقة عالية الرطوبة أن الفراش الرطب كان شائعًا ومرتبطًا بمتلازمة المباني المريضة.
- يجب أن يكون تصميم الإضاءة في أماكن العمل بحيث يتيح للأفراد التحكم فيها، وأن تكون طبيعية قدر الإمكان.
- نقل الطابعات المكتبية خارج نطاق التكييف، وربما إلى مبنى آخر.
- استبدال الطابعات الحالية بأخرى ذات معدلات انبعاث أقل.
- تحديد وإزالة المنتجات التي تحتوي على مكونات ضارة.